# Naturschutzgebiet Bergwiesen bei Neuastenberg (Schmallenberg)
Das Naturschutzgebiet Bergwiesen bei Neuastenberg mit einer Größe von 1,7 ha liegt westlich von Neuastenberg im Stadtgebiet von Schmallenberg. Das Gebiet wurde 2008 mit dem Landschaftsplan Schmallenberg Südost durch den Hochsauerlandkreis als Naturschutzgebiet (NSG) ausgewiesen. Im Stadtgebiet von Winterberg grenzt ein gleichnamiges und größeres Naturschutzgebiet Bergwiesen bei Neuastenberg (Winterberg) an. Das NSG gehört vollständig zum FFH-Gebiet Bergwiesen bei Winterberg (DE-4717-305). Dieses FFH-Gebiet ist 501 ha groß, wobei sich alle anderen Flächen im Stadtgebiet von Winterberg befinden.

## Gebietsbeschreibung
Beim NSG handelt es sich um Bergwiesen. 

## Pflanzenarten im NSG
Im NSG kommen seltene Tier- und Pflanzenarten vor. Auswahl durch das Landesamt für Natur, Umwelt und Verbraucherschutz Nordrhein-Westfalen dokumentierter Pflanzenarten: Acker-Glockenblume, Acker-Minze, Acker-Vergissmeinnicht, Acker-Witwenblume, Ährige Teufelskralle, Aufgeblasenes Leimkraut, Bach-Quellkraut, Berg-Flockenblume, Berg-Platterbse, Bergwiesen-Frauenmantel, Besenginster, Besenheide, Blutwurz, Borstgras, Breitblättriger Thymian, Brennender Hahnenfuß, Christophskraut, Doldiges Habichtskraut, Dreizahn, Echtes Barbarakraut, Echtes Leinkraut, Echtes Mädesüß, Echte Schlüsselblume, Feld-Ehrenpreis, Frühlings-Segge, Fuchssches Greiskraut, Gänseblümchen, Gänsefingerkraut, Gamander-Ehrenpreis, Gebirgs-Hellerkraut, Geflecktes Johanniskraut, Geflecktes Knabenkraut, Gemeiner Hohlzahn, Gemeines Kurzbüchsenmoos, Gemeines Quellmoos, Gewöhnliche Kreuzblume, Gewöhnliche Nachtviole, Gewöhnliche Pestwurz, Gewöhnliches Ferkelkraut, Gewöhnliches Habichtskraut, Geöhrtes Habichtskraut, Glashaar-Widertonmoos, Glattes Habichtskraut, Gras-Sternmiere, Große Bibernelle, Große Sternmiere, Großer Wiesenknopf, Grünliche Waldhyazinthe, Gundermann, Hain-Veilchen, Harzer Labkraut, Heidelbeere, Herbstzeitlose, Hunds-Straußgras, Hunds-Veilchen, Jakobs-Greiskraut, Kahler Frauenmantel, Kleine Bibernelle, Kleine Braunelle, Kleiner Klappertopf, Kleiner Klee, Kleiner Sauerampfer, Kleines Habichtskraut, Kletten-Labkraut, Knäuel-Binse, Knäuel-Hornkraut, Krauser Ampfer, Kriechender Günsel, Kriechender Hahnenfuß, Kuckucks-Lichtnelke, Magerwiesen-Margerite, Meisterwurz, Mittlerer Klee, Mittlerer Wegerich, Moschus-Malve Orangerotes Habichtskraut, Pillen-Segge, Purgier-Lein, Purpur-Fetthenne, Pyrenäen-Storchschnabel, Quell-Sternmiere, Quellen-Hornkraut, Quendel-Ehrenpreis, Quendelblättrige Kreuzblume, Quirl-Weißwurz, Roter Fingerhut, Rundblättrige Glockenblume, Salbei-Gamander, Scharfer Hahnenfuß, Schlangen-Knöterich, Schmalblättriges Weidenröschen, Schönes Frauenhaarmoos, Schwarze Königskerze, Schwarze Teufelskralle, Skabiosen-Flockenblume, Sparriges Kranzmoos, Spitz-Wegerich, Spitzlappiger Frauenmantel, Sumpf-Pippau, Sumpf-Schachtelhalm, Sumpf-Vergissmeinnicht, Verschiedenblättriges Schönschnabelmoos, Vogel-Wicke, Wald-Ehrenpreis, Wald-Engelwurz, Wald-Erdbeere, Wald-Habichtskraut, Wald-Storchschnabel, Wald-Vergissmeinnicht, Wald-Wachtelweizen, Weiche Trespe, Weiches Honiggras, Weiße Taubnessel, Weißes Labkraut, Wiesen-Augentrost, Wiesen-Bocksbart, Wiesen-Bärenklau, Wiesen-Flockenblume, Wiesen-Habichtskraut, Wiesen-Kerbel, Wiesen-Kümmel, Wiesen-Leinblatt, Wiesen-Pippau, Wiesen-Platterbse, Wiesen-Schaumkraut, Wildes Stiefmütterchen, Wirbeldost und Zaun-Wicke.

## Schutzzweck
Das NSG soll die Bergwiesen mit Arteninventar schützen.
Wie bei allen Naturschutzgebieten in Deutschland wurde in der Schutzausweisung darauf hingewiesen, dass das Gebiet „wegen der Seltenheit, besonderen Eigenart und Schönheit des Gebietes“ zum Naturschutzgebiet wurde.